# Saint-Féliu-d'Avall
Saint-Féliu-d'Avall (în catalană Sant Feliu d'Avall) este o comună în departamentul Pyrénées-Orientales din sudul Franței. În 2009 avea o populație de 2.444 de locuitori.

## Evoluția populației
| An        | 1975  | 1982  | 1990  | 1999  | 2006  | 2009  |
| --------- | ----- | ----- | ----- | ----- | ----- | ----- |
| Populație | 1.461 | 1.792 | 1.956 | 2.160 | 2.366 | 2.444 |